# Petronella Muns
Petronella Muns, född 1794 i Haag, död där 1842, är känd som den första västerländska kvinnan i Japan. Hon tilldrog sig enorm uppmärksamhet under sitt besök 1817 och skildrades i samtida japansk konst.  
Petronella Muns var dotter till Pieter Muns (1759-1846). År 1816 födde hon en utomäktenskaplig son, Pieter, vilket tros vara orsaken till att hon av sina föräldrar strax därpå sattes i tjänst hos Jan Cock Blomhoff, chef för den nederländska handelsstationen Deshima (i Nagasaki), då den enda platsen i Japan där västerlänningar fick befinna sig. Trots att västerländska kvinnor och barn inte fick vara i Deshima, tog Blomhoff med sig sina barn, sin maka Titia Bergsma och Petronella Muns till Deshima, dit de anlände 16 augusti 1817 från Batavia. De stannade i Japan i fem veckor, innan de av shogunen fick en order om att lämna Japan, varefter de återvände till Batavia och därifrån till Nederländerna. Petronella Muns fick ett barn till under resan, Antoinetta Jacoba (1818-1879). Hon gifte sig 1835 med fadern till sitt fjärde barn, smeden Adrianus van Wilgenburg. 
Petronella Muns och Titia Bergsma var de första västerländska kvinnorna som besökte Japan, och även om de bara befann sig på Deshima under fem veckor 1817, väckte de enormt uppseende. De avbildades av japanska konstnärer och illustratörer, Petronella Muns alltid i mössa och ibland i sexuella situationer med sin arbetsgivare Blomhoff. Inom turistindustrin säljs fortfarande statyetter och bilder av dessa två första västerländska kvinnor i Japan.